# Primitive Technology
Primitive Technology（プリミティブ・テクノロジー）はジョン・プラントが運営しているYouTubeチャンネルである。このシリーズはオーストラリアのクイーンズランド州ファー・ノース・クイーンズランドを拠点とし、自然の中で見つけた材料のみを使って道具や建造物を作成する工程を実演している。チャンネルは2015年5月に作成され、2022年1月の時点で1000万人を超えるチャンネル登録者と9億9700万回を超える再生回数を得ている。

## 背景
ジョンは彼のテーマは趣味であるとし、「彼は野生にずっと住み続けている」という視聴者の誤解に対して、「現代の家に住み、現代の食物を食べている」と述べている。彼は2018年1月の動画へのコメントで、動画を撮影した土地を所有していると述べた。彼は自分のウェブサイトにて、自身はオーストラリアの先住民ではなく、陸軍の訓練も受けたことはないと述べている。
ジョンは2017年のCNBCのMichelle Castilloとのやりとりにおいて30代半ばであると述べた。彼はまた、大学で理学士号を取得したが、「それについて何もしなかった。」と述べ、生計を立てるために芝生を刈る仕事をし、暇なときには森に入って趣味を練習していたという。彼は、11歳の頃に自然環境で見つけたものだけを使い、家の裏手の小川のそばに小さな小屋を作った時から自然に夢中になったのだと述べた。彼は自身のスキルを磨き、18歳までに棒と葉で火を起こせるようになった。

## 詳細
各動画は、道具や建造物を作成するために使用する手法と方法を実演する1つ以上のプロジェクトの経過を視聴者に見せる。彼はブログで説明しているように、植物材料、粘土、土、石など、自然環境から調達できるものだけを使用して、「近代的なツールや材料を使用せずに完全にゼロから」構築している。シリーズのエピソード中に話すことはなく、最小限の環境音しか含まれていない。画面上の手順の解説は字幕機能を使用して表示される。動画中、彼は上半身裸で、カーゴパンツ以外の服を着ていない。

## 来歴

### ブログ
2015年6月、ジョンはWordPressにPrimitive Technology Blogを作成した。このブログは、2018年8月に"Iron Prills" Videoが投稿されるまで、彼の動画の主要な情報源だった。

### YouTube channel
ジョンは2015年5月にPrimitive Technology channelを作成した。最初の動画は2015年5月1日にアップロードされた。それ以来、彼のそれぞれの動画は数百万回の再生回数を獲得している。このチャンネルは2017年9月までに540万人のチャンネル登録者と3億5000万回の視聴回数を記録し、2018年9月までに870万人のチャンネル登録者と6億1500万回の視聴回数に到達した。2020年12月、チャンネル登録者が1030万人を超え、視聴回数は9億9400万回を超えた。
チャンネルが公開されてから最初の2年間、彼は素性を明らかにしていなかった。2017年6月、彼は、人々が自身の動画を転載していることで結果的に動画が盗まれていること、それに伴い約39,000オーストラリア・ドルの損失が発生していることをFacebookに訴え、自身がジョン・プラントであることを明かした。

### 書籍
2019年10月29日にジョンが書いた192ページの図解付きのハードカバー本、『Primitive Technology: A survivalist's guide to building tools, shelters, and more in the wild』(ISBN 9781984823670)がClarkson Potterから出版された。この本は「自然の天然素材のみを使用して小屋や道具を作るための実践的なガイド」であり、「道具、武器、シェルター、陶器、衣類などの作り方を解説した50のプロジェクト」が含まれている。

### 活動休止
2020年5月28日、Redditにジョンの近況についてのトピックが投稿された。ジョンは元気であり全てが順調であると書かれている。また詳細は明かせないが、ジョンはケーブルネットワークのプロジェクトに取り組んでいるため、現在YouTubeから休憩していると書かれている。今のところジョンがいつYouTube channelに戻るかは不明である。2021年2月8日の別の投稿では、ジョンはプロジェクトのパイロットエピソードを撮影したが、ネットワークはフォーマットを変更したいと考えており、現在プロデューサーが他の道を模索している。これが現在ジョンが共有できる情報だと書かれている。ジョンは実際には、空いた時間にまだ新しい素材を撮影しているが、標準以下の動画は投稿したくないと考えているという。基準を満たした動画がある場合はYouTubeに投稿されるだろうと説明されている。

### 復帰
2022年3月2日、YouTubeに約2年ぶりの動画が投稿された。